# Kromosom 12 (čovjek)
Kromosom 12 u kariotipu čovjeka je autosomni kromosom, dvanaesti po redu po dimenzijama i broju nukleotida. Prema položaju centromere pripada submetacentričnim kromosomima. Sastoji se od 143 milijuna nukleotida što predstavlja oko 4-4,5% od ukupne količine DNK u stanici.
Potvrđeno je da kromosom 11 sadrži preko 1000 gena, ali se pretpostavlja da ih ima oko 1300. Uključujući i gensku skupinu homeobox C.
Broj polimorfizama jednog nukleotida (eng. Single Nucleotide Polymorphism - SNP) je oko 500 000.

## Geni kromosoma 12
Neki od važnijih gena kromosoma 12 jesu:
- ACVRL1: aktivin A receptor tip II-like 1
- CBX5: chromobox homolog 5
- COL2A1: kolagen, tip II, alfa 1
- HPD: 4-hidroksifenilpiruvat dioksigenaza
- KCNA1: kalijev kanal 1 iz potporodice A na lokusu 12p13.32
- KERA: keratokan
- LRRK2
- MMAB: gen asociran s methilmaloničnom acidurijom cblB tip
- MYO1A: miozin IA
- NANOG: gen homeodomene tipa NK-2
- PAH: fenilalanin hidroksilaza
- PPP1R12A: protein fosfataza 1, regulacijska podjedinica 12A
- PTPN11: protein tirozin fosfataza,tip 11
- KRAS: homolog V-Ki-ras2 onkogena

## Bolesti vezane za kromosom 12
Poznat je sadržaj i raspored gena kromosoma 12 čije mutacije izazivaju niz nasljednih bolesti. Najvažnije bolesti vezane za mutacije na kromosomu 12 jesu:
- akondrogeneza tip 2
- kolagenopatija tipovi 2 i 9
- cornea plana tip 2
- epizodna ataksija
- nasljedna hemoragijska telangiektazija
- hipokondrogeneza
- Kniestova displazija
- Kabukijev sindrom
- dijabetes odraslih koji se javlja u mladoj dobi (MODY) tip 3
- methilmalonična acidemija
- narkolepsija
- gluhoća
- gluhoća autosomna dominantna
- Noonanov sindrom
- Parkinsonova bolest
- Pallister-Killianov sindrom (tetrasomija 12p)
- fenilketonuria
- spondiloepimetafizealna displazija tipa Strudwick
- kongenitalna spondiloepimetafizealna displazija
- spondiloperiferna displazija
- Sticklerov sindrom
- Sticklerov sindrom, COL2A1
- mucanje[4]
- deficit trioza fosfat izomeraze
- tirozinemija
- Von Willebrandova bolest